# 偶氮二(2-甲基己腈)
偶氮二(2-甲基己腈)是一种有机化合物，化学式为C14H24N4。它可由甲基戊基甲酮、联氨和氰化钠反应，得到N,N′-取代的有机肼，再于乙醇中对肼进行氧化，得到偶氮二(2-甲基己腈)。它可在乙醚中进行重结晶。它受热可以分解。